# 宝幢若公
宝幢若公（ほうどうじゃくこう）は、室町時代の足利将軍家の一族。室町幕府の第3代将軍・足利義満の次男。同第4代将軍・足利義持と同第6代将軍・足利義教の異母兄に当たる。庶長子の尊満とは同母兄弟である。宝幢寺の造営中に義満側室の加賀局（柳原殿）が産んだ男子のために宝幢若公と称したが、わずか3歳で夭折した。